# Philippe Bidart
Philippe Bidart, también conocido como Filipe Bidart, alias Patxi (Valle de Baïgorry, 1953), fue un militante histórico y uno de los fundadores de la organización vasca Iparretarrak ("Los del Norte"), actualmente disuelta, que actuaba en el País Vasco francés. En la actualidad es uno de los miembros del secretariado de Abertzaleen Batasuna.

## Biografía
Bidart nació en el Valle de Baïgorry, región de la Baja Navarra. Estudió en un seminario, aunque no llegó a ordenarse. Posteriormente fue profesor de una ikastola antes de fundar en 1973 la organización armada Iparretarrak (IK), que fue ilegalizada el 17 de julio de 1987 por las autoridades francesas. La organización se atribuyó unas 150 acciones violentas y atentados, entre los que se encuentran varios asesinatos. En 1982 Bidart había pasado a la clandestinidad.
En 1982 entró en la clandestinidad tras el asesinato de dos policías CRS (antidisturbios), fruto de un tiroteo, en la localidad vasco-francesa de Saint-Étienne-de-Baïgorry, los cuales estaban realizando un control de carreteras rutinario. Este acto nunca fue reivindicado por IK, pese a que posteriormente la organización sí reivindicó otros tiroteos con gendarmes en los que resultaron muertos. En 1987 tomó parte en el asesinato de un gendarme en Biscarrosse, una localidad de las Landas, en similares circunstancias.
Bidart fue detenido en la madrugada del 20 de febrero de 1988 en Boucau, junto con el también miembro de IK Totte Etxebeste, que quedó en silla de ruedas tras ser alcanzado por un disparo en la columna vertebral durante en el tiroteo con varios gendarmes que precedió a la detención. Permaneció en aislamiento durante 25 meses en la prisión parisina de La Santé. Fue condenado en 1992 y 1993 por la Sala 16 del Tribunal Correccional de París a dos cadenas perpetuas por los asesinatos en los que estuvo implicado. En el año 2000, además, fue sentenciado a 20 años de prisión por haber participado en un tiroteo en Léon (Landas), en 1983, en el que murieron un gendarme y dos miembros de IK.
Estuvo casi 19 años en prisión, internado en la cárcel de máxima seguridad de Clairvaux, en el noreste de Francia. En 2003 Bidart había cumplido el llamado "período de seguridad", el tiempo mínimo de reclusión antes de poder aspirar a la libertad condicional. El 1 de febrero de 2007 el Tribunal de Apelaciones de París estableció que se daban todas las condiciones jurídicas previstas por la ley para la concesión de la libertad condicional, saliendo de la cárcel el 14 de febrero de ese mismo año, dos años después de lo requerido por la legislación vigente en Francia en ese momento. Su excarcelación fue recurrida en casación por la fiscalía.
Tras su salida de la cárcel, Bidart se unió al partido Abertzaleen Batasuna, representante de la izquierda abertzale en Francia.